# Powołanie
Powołanie – potocznie: posiadanie określonego daru do wykonywania danej czynności przez większą część życia. Czynność tę wykonuje się bardziej z pobudek altruistycznych niż finansowych, choć te drugie mogą mieć również znaczenie.
Można również mieć powołanie do pracy, którą się wykonuje.

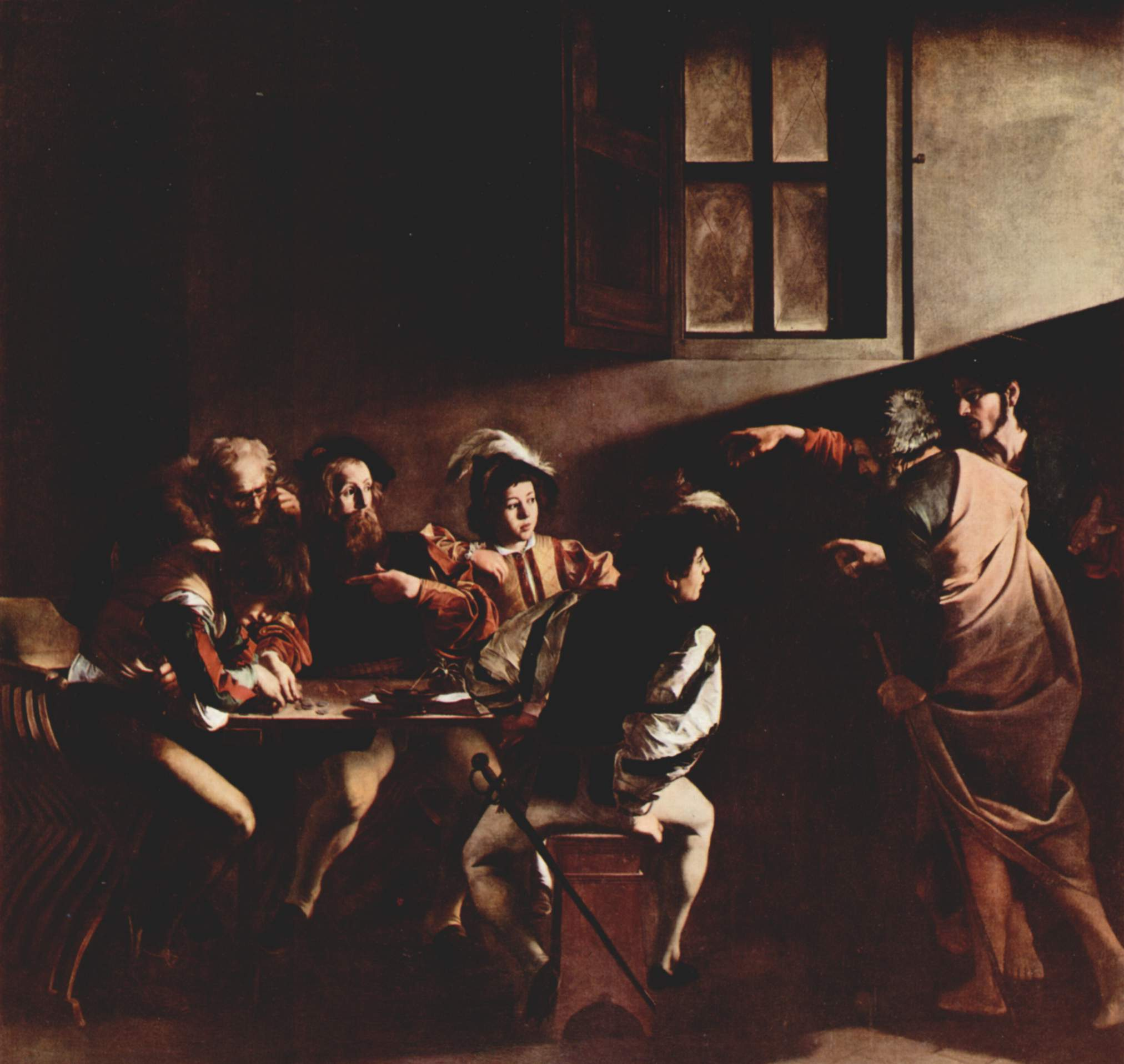
Powołanie świętego Mateusza

Słowo „powołanie” nabiera dodatkowego znaczenia w religii.

## Chrześcijaństwo
W chrześcijaństwie przez powołanie rozumie się najczęściej wezwanie człowieka przez Boga do określonego sposobu życia.
Wyszczególnia się też rodzaje powołania w odniesieniu do określonych zadań, np. powołanie misyjne (do głoszenia Ewangelii wśród niechrześcijan), powołanie do wykonywania jakiegoś zawodu, zwłaszcza wymagającego trudu i poświęcenia, jak np. pielęgniarka, nauczyciel, itp.
- powołanie do życia w małżeństwie
- powołanie do życia w celibacie świeckim
- powołanie kapłańskie
  - do otrzymania święceń kapłańskich – rozpoznawane najczęściej w duszpasterstwie powołań, potem w seminarium
  - do otrzymania święceń diakonatu

- powołanie zakonne — do życia zakonnego, rozpoznawane w nowicjacie (w prawosławiu: powołanie mnisze)
- powołanie do świeckiego życia konsekrowanego

### Odkrywanie powołania
Według rozumienia w chrześcijaństwie, odkrycie powołania polega na rozpoznaniu drogi, na jaką przeznaczył kogoś Bóg.
Jednak dziś wielu teologów twierdzi, że aby odkryć powołanie np. do kapłaństwa czy małżeństwa, wystarczą dwa elementy:
1. należy chcieć iść tą drogą, świadomym konsekwencji i godzić się na jej specyfikę (wymaga czystości intencji).
2. należy być zdolnym do pójścia tą drogą. Rozpoznaniu tej zdolności służy okres formacji w seminarium pod okiem nauczycieli, a w przypadku powołania do małżeństwa – czas narzeczeństwa.

Nie potrzeba trzeciego elementu, czyli bycia powołanym przez Boga. Bóg powołuje wszystkich ogólnie do świętości, a każdy zgodnie ze swoim sumieniem wybiera drogę, która wydaje mu się najodpowiedniejsza.